# アビッサウェッラ
アビッサウェッラ（シンハラ語: අවිස්සාවේල්ල, タミル語: அவிசாவளை, 英語: Avissawella）は、スリランカ西部州コロンボ県の東端にある町。コロンボとラトゥナプラを結ぶA4国道沿いに位置する。コロンボからは直線距離で40km、道路沿いの距離で48.1km離れている。16世紀に存在したシーターワカ王国の首都であり、現在もその遺跡が残っている。

## 概要
西部州とサバラガムワ州の州境に位置する。
町には1521年から1593年まで存続し、ポルトガルの侵攻に激しく抵抗したシーターワカ王国の遺跡が数多く残されている。この王国は最初マヤドゥンネによって建国され、後に息子のラジャシンハ1世に受け継がれた。ラジャシンハは父殺しを行ったという伝承があるが、一部の歴史家はこれを彼に対する嫉妬から広がった噂であるとしている。
1900年からケラニバレー鉄道の建設が始まり、コロンボからアビッサウェッラを経由してヤティヤントタまでを結んだ。1912年にはアビッサウェッラからラトゥナプラを経由してオパナーヤカまでを結ぶ支線が建設された。当初これらの鉄道は762mmの狭軌で建設された。
その後1942年にアビッサウェッラ - ヤティヤントナ間、1973年にはホマガマ - オパナーヤカ間が廃線となり、コロンボ - アビッサウェッラ間は1978年に広軌で再開された。